# Полізешть
Полізешть, Полізешті (рум. Polizești) — село у повіті Бреїла в Румунії. Входить до складу комуни Стенкуца.
Село розташоване на відстані 142 км на схід від Бухареста, 47 км на південь від Бреїли, 101 км на північний захід від Констанци, 65 км на південь від Галаца.

## Населення
За даними перепису населення 2002 року у селі проживали 165 осіб, усі — румуни. Усі жителі села рідною мовою назвали румунську.